# Кућа Лајоша Хушвета
Кућа Лајоша Хушвета налази се у Сомбору, на Венцу војводе Степе Степановића на броју 20, у старом језгу града. Кућа је саграђена крајем 19. века и сачуван јој је тадашњи изглед. У кући је живео и стварао све до смрти, 1956. године сликар Лајош Хушвет.

## Лајош Хушвет
Лајош Хушвет, мађ. Húsvét Lajos (Сомбор, 1894 - Сомбор, 1956) је био сликар сомборске равнице, њених салаша и салашара, као и сомборских улица.
Школовао се на Академији ликовних уметности у Будимпешти. Сликар реализма и закаснелог импресионизма који је за собом оставио више од три хиљаде радова.
Знатан број његових радова данас се налази у суботичком музеју.

## Изглед куће
Кућа у којој је живео сликар Лајош Хушвет је приземна зграда изграђена крајем 19. века.
Кућа је правоугаоне основе. Има ајнфорт и нову браварску капију и пет прозора на фасади.
Кућу је пројектовао и градио архитекта Аугустус Пушкаш који је пројектовао и градио и Семзину палату и кућу Јулијане и Лазе Костића на Главној улици.
Фасада куће има скромне украсе у стилу еклектизма, мешавине неколико архитектонских стилова.

## Здање данас
Кућа је крајем 20. века претворена у пословни простор, а фасада је код отвора делимично модернизована.
Браварска капија више није оригинална.